# Mieczysław Kawalec
Mieczysław Marian Kawalec ps. Iza, Żbik, Psarski, Stanisławski, Kałuski, 69 (ur. 5 lipca 1916 w Trzcianie, zm. 1 marca 1951 w Warszawie) – major Wojska Polskiego, oficer Armii Krajowej (AK) i przywódca podziemia antykomunistycznego, pełniący obowiązki ostatniego prezesa IV Zarządu Głównego Zrzeszenia Wolność i Niezawisłość (WiN).

## Życiorys

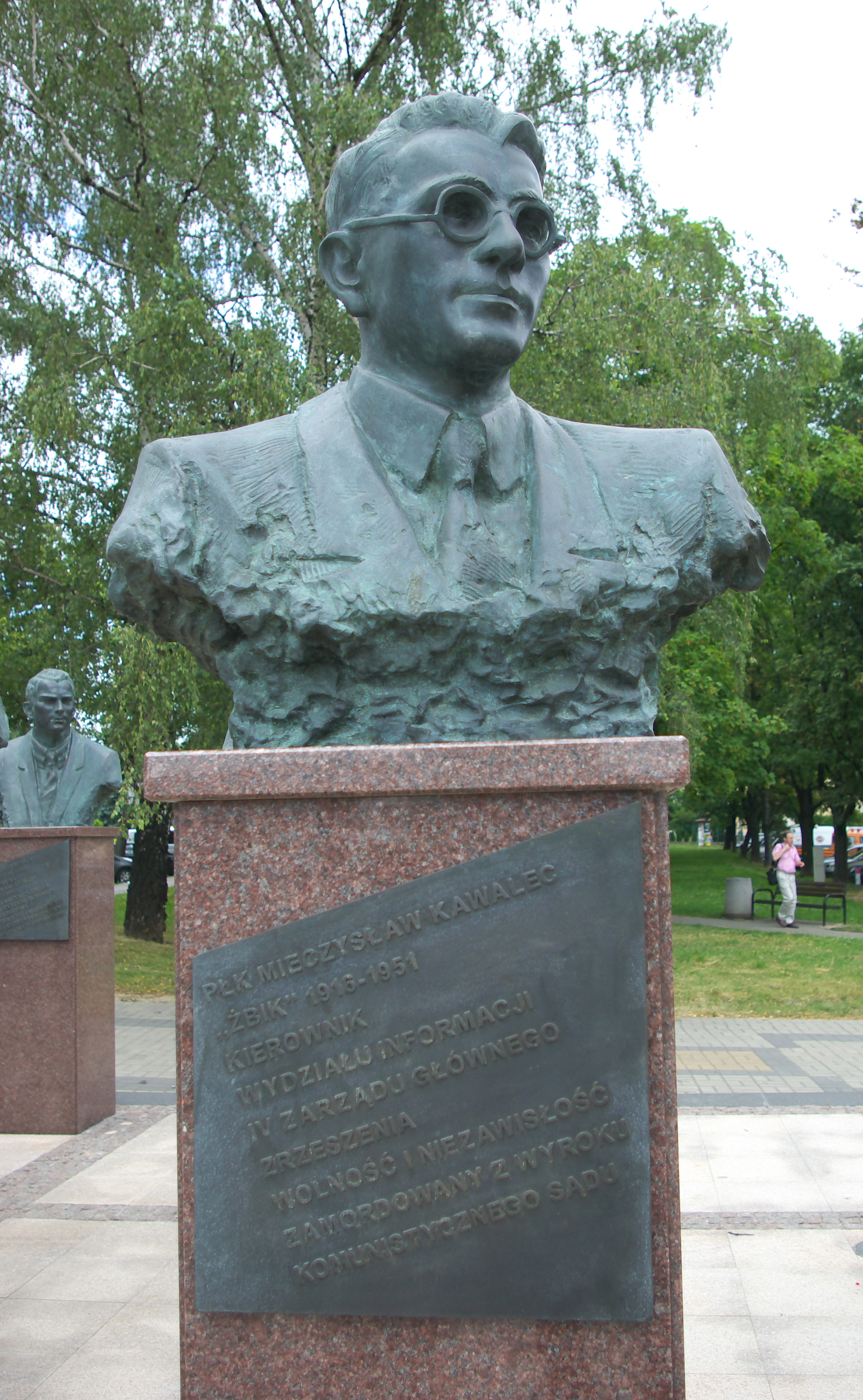
Popiersie Mieczysława Kawalca w ramach Pomnika Żołnierzy Wyklętych w Rzeszowie

Absolwent i asystent na Wydziale Prawa Uniwersytetu Jana Kazimierza we Lwowie. Został awansowany do stopnia podporucznika ze starszeństwem z dniem 1 stycznia 1937 i 13. lokatą korpusie oficerów rezerwy piechoty. W 1939 walczył w obronie Lwowa. Od 1940 w stopniu porucznika w ZWZ-AK; został zastępcą komendanta, a w lutym 1945 komendantem Obwodu Rzeszów.
Od sierpnia 1944 jego zastępcą był por. Józef Frankiewicz, poprzednio komendant Placówki Trzciana. W tym okresie – tj. jesienią 1944 – Kawalec pracował w kontrwywiadzie i dywersji Obwodu Rzeszów; łączenie tych zadań nie należało do praktyki AK pod okupacją niemiecką. Od sierpnia 1944 kpr. Józef Gutkowski z Placówki Trzciana organizował na rozkaz Kawalca oddział dywersyjny zwany „strażą porządkową”; równocześnie na polecenie Frankiewicza od września 1944 w tej samej placówce gromadzona była broń dla plutonu dywersyjnego Franciszka Rejmana. Od listopada 1944 oddziały te przeprowadzały z rozkazu inspektora rejonowego mjr. Łukasza Cieplińskiego, por. Kawalca i por. Frankiewicza likwidację konfidentów i funkcjonariuszy organów bezpieczeństwa (UB) w ramach zbrojnej samoobrony, a także dokonywały zabójstw politycznych działaczy Polskiej Partii Robotniczej (PPR) i pełnomocników reformy rolnej (m.in. Wojciecha Kawy i małżeństw Kurców i Antosów w Zgłobniu w lutym 1945).
Od października 1944 Kawalec służył w wywiadzie Obwodu AK Rzeszów, przygotowując w tej roli rzeszowskie struktury wywiadowcze na potrzeby konspiracji poakowskiej. Referat informacji odpowiadał za przygotowanie materiału dowodowego uzasadniającego akcje likwidacyjne i zamachy na komunistów. Kawalec należał ponadto do referatu propagandy i redagował z Janem Tataruchem gazetkę „Wolność” (do listopada 1944) i biuletyn „Informator”.
1 marca 1945, w okresie likwidacji AK, został wskazany przez mjr. Cieplińskiego, przekazującego dowodzenie Inspektoratem Rzeszów mjr. Adamowi Lazarowiczowi, na komendanta obwodu rzeszowskiego w poakowskich strukturach NIE. Po zastąpieniu NIE 7 maja 1945 Delegaturą Sił Zbrojnych na Kraj (DSZ) został pierwszym komendantem Obwodu DSZ Rzeszów. Uczestniczył w prowadzonych przez Cieplińskiego odprawach ideologicznych DSZ w Krakowie 19–20 maja i w czerwcu 1945. Jako komendant obwodu zlecał dalsze likwidacje i zamachy, koordynował też wraz z rzeszowskim inspektorem Lazarowiczem akcje rabunku pieniędzy przewożonych przez władze i w lipcu 1945 odbicia z więzienia byłego przemyskiego inspektora NIE kpt. Józefa Maciołka, posługując się w obu przypadkach bojówkami „Straży”.
Od utworzenia WiN 2 września 1945 do listopada lub grudnia tego roku był kierownikiem Wydziału Wywiadu Okręgu Rzeszowskiego WiN, rozbudowując jego siatkę terenową i kierując komórką legalizacyjną, po czym objął funkcję zastępcy prezesa Okręgu Krakowskiego i inicjował w Krakowie projekty porozumienia z Ukraińską Powstańczą Armią (UPA). Od 1 marca 1946 kierował wywiadem Obszaru Południowego WiN, rozpracowując struktury władz komunistycznych, a także m.in. okoliczności pogromu kieleckiego.
Najpóźniej w marcu 1947 stanął na czele Wydziału Informacji i Propagandy IV Zarządu Głównego (ZG) WiN. Późnym latem 1947 wysunął w porozumieniu z Cieplińskim plan zamachu na ministra bezpieczeństwa publicznego Stanisława Radkiewicza, czołowego działacza Biura Politycznego Komitetu Centralnego PPR Jakuba Bermana lub podejrzewanego o współpracę z UB starostę zielonogórskiego Zenona Sobotę w odwecie za wydany 10 września wyrok śmierci na prezesa ZG WiN Franciszka Niepokólczyckiego. Po aresztowaniu ppłk. Cieplińskiego i mjr. Lazarowicza pełnił obowiązki ostatniego prezesa IV ZG WiN.
Aresztowany 1 lutego 1948 w Poroninie, wkrótce po innych przedstawicielach Zarządu, wskutek zdrady Stefana Sieńki „Wiktora” (alias Andrzej Kazimierowicz), szefa Biura Studiów IV ZG WiN.
Wraz z pozostałymi członkami Zarządu Głównego WiN został poddany nadzorowanemu przez NKWD śledztwu. Przesłuchiwał go m.in. Jerzy Kędziora.
Wojskowy Sąd Rejonowy w Warszawie po procesie pokazowym 5–14 października 1950 skazał go na czterokrotną karę śmierci. Został zabity strzałem w tył głowy 1 marca 1951. Jego symboliczny grób znajduje się na Cmentarzu Wojskowym na Powązkach w Warszawie w Kwaterze „Na Łączce”.

## Ordery i odznaczenia
W 2010, wraz z trójką innych „Żołnierzy Wyklętych” straconych tego samego dnia co on, Józefem Batorym, Franciszkiem Błażejem i Adamem Lazarowiczem, został pośmiertnie odznaczony przez prezydenta Lecha Kaczyńskiego za wybitne zasługi dla niepodległości Rzeczypospolitej Polskiej Krzyżem Wielkim Orderu Odrodzenia Polski.

## Upamiętnienie
1 marca 2013 z okazji obchodów Narodowego Dnia Pamięci Żołnierzy Wyklętych Minister Obrony Narodowej Tomasz Siemoniak awansował go pośmiertnie do stopnia pułkownika.
Jednym z elementów odsłoniętego 17 listopada 2013 Pomnika Żołnierzy Wyklętych w Rzeszowie jest popiersie Mieczysława Kawalca.